# Moraea exiliflora
Moraea exiliflora är en irisväxtart som beskrevs av Peter Goldblatt. Moraea exiliflora ingår i släktet Moraea och familjen irisväxter. Inga underarter finns listade i Catalogue of Life.